# Empire of Vampires (operă rock)
Empire of Vampires reprezintă un proiect de operă-rock al formației Transsylvania Phoenix, ce a luat naștere în anul 1980 în Germania de Vest. La concepție și piese au lucrat Nicu Covaci, Mani Neumann și – mai târziu – Josef Kappl. Din lucrare făceau parte melodii precum „Empire of Vampires”, „Running”, „I Need a Friend” și „City of Angels”.

## Concept
În 1980, liderul Nicolae Covaci împreună cu formația ajunseseră să facă repetiții până la 14-16 ore pe zi. Acumulând un volum mare de experiență, el a început să lucreze, cu Mani Neumann, la o nouă operă rock, ce avea să se intituleze „Empire of Vampires”. Într-un interviu luat zece ani mai târziu, Covaci avea să sintetizeze conceptul operei:
„Am citit la un moment dat o carte, «Scrisori scrise și nescrise ale lui Vlad Țepeș», și m-a impresionat foarte mult. Vlad a stat închis într-un turn și ca să iasă din el s-a vândut diavolului. Aceasta este interpretarea mea. (...) Pe mine mă preocupă acest fanatism care duce la atâtea greșeli. Mă interesează mai puțin respectarea adevărului istoric decât interpretarea fenomenului. ”—Nicolae Covaci, 1990
În continuare, Nicu Covaci dădea câteva detalii despre desfășurarea acțiunii. Astel, în opera rock existau trei personaje principale. Povestea începe într-un metrou, în care dau năvală o trupă de derbedei, după care acțiunea se mută în trecut, în vremea lui Vlad Țepeș. În final, ca o aluzie a faptului că voievodul fusese spaima osmalâilor, Dracula – de-acum – apare din nou, în zilele noastre, într-un birt turcesc din Berlin.
Pe parcurs, operei i s-au mai atribuit și alte simboluri, în concordanță cu ideea sa de bază. Astfel, s-a încercat realizarea unei paralele între rock-ul de dinainte și cel actual, cel din urmă fiind deseori asociat cu consumul de droguri, naționalismul exagerat și fanatismul:
„Pentru contemporaneitate, în lucrare el (Vlad Țepeș) apare ca un rocker care terorizează pe toți și peste tot. Intenția noastră este de a evidenția artistic ceea ce se întâmplă în Europa de astăzi: droguri, sex, cocktailuri Molotov...”—Nicolae Covaci, interviu luat de către Ion Dancea și publicat în 11 ianuarie 1993
Întreaga creație era concepută ca o istorie în care urmau să se îmbine perfect imaginile, textele și muzica.

## Evoluție
Deși au reușit să scoată un disc în 1981, membrii de pe atunci ai formației Transsylvania Phoenix au fost nevoiți să se despartă, mergând fiecare pe drumul său. Cauzele rezidau, în primul rând, în lipsa de interes a caselor de discuri spre a deschide o nouă piață pentru muzica produsă de către ei. În asemenea circumstanțe, opera a rămas în stadiul de proiect. O nouă abordare a fost încercată în 1987–1988, când Nicolae Covaci a cizelat câteva compoziții. Piesa titulară, „Empire of Vampires”, avea să apară pe o compilație din 1987, intitulată NDR – HörFest 87, Vol. 5: Rock-Pop.
În 1990 a fost înregistrată și produsă piesa „Running” (variantă apărută abia în 1997 pe Aniversare 35), reluată doi ani mai târziu, într-o nouă interpretare, pe discul SymPhoenix/Timișoara (1992).
În 1993, Nicolae Covaci avea în intenție – potrivit declarațiilor sale – să finalizeze acest proiect prin cooptarea poetului Șerban Foarță, care trebuia să compună versuri în limba română pentru melodiile aproape finalizate. Rezulta astfel o variantă românească, intitulată „Împăratul Vampirilor”. Un an mai târziu, intenția lui Nicolae Covaci a fost să realizeze un „music-horror-picture-show”, pornind tocmai de la această temă. Scenariul și piesele erau finalizate și se prefigura ca unele dintre acestea să apară pe un nou album muzical. De asemenea, se vorbea despre realizarea filmului sub îndrumarea unui regizor american. Singurul element care lipsea era un producător. Acest fapt a amânat premiera peliculei.
Ulterior, Nicolae Covaci a fost în Statele Unite ale Americii să-și prezinte scenariul. A fost primit cu interes, dar casele de producție de la Hollywood i-au cerut permisiunea să schimbe puțin prin scenariu, pentru a putea realiza un film comercial. Covaci a declinat oferta, întorcându-se în Europa. Într-un interviu ulterior, a povestit soarta scenariului:
„În România m-a acostat un individ pe nume Adi Popovici spunând că are o casă de producție în Germania și că o să facem filmul cu (Robert) De Niro, cu (Cristopher) Lambert și m-a tot aburit așa de bine că i-am vândut scenariul. Am auzit apoi că a făcut o mizerie de film care a costat infim («Vlad Nemuritorul»). Abia după ceva timp am înțeles ce vrea să facă cu el, îl va revinde la americani pe bani serioși. Însă eu sunt hotărât să-l dau în judecată. ”—Nicolae Covaci, 2000
Într-un alt interviu și tot referitor la filmul Vlad Nemuritorul (2002), muzicianul declara că regizorul Adrian Popovici „a realizat o chestie, o oribilitate, în care nici nu-mi mai recunosc nici scenariul, nici muzica.” 
După eșecul filmului, Nicolae Covaci a abandonat acest proiect. Totuși, melodiile „I Need a Friend” și „City of Angels” au apărut cu text românesc pe albumul Baba Novak, în anul 2005, cu titlurile „Singur”, respectiv „Apocalipsă”.
Pentru promovarea turneului susținut de Phoenix în Canada, în 2004, este editat un CD compilație intitulat Empire of Vampires, ce conține, printre altele, piesa omonimă și „Running”.
La 31 august 2019 apare albumul de restituiri The 80s. Pe acest disc sunt publicate în premieră variantele originale (din arhiva personală a lui Nicolae Covaci) ale pieselor „Empire of Vampires”, „Running” și „I Need a Friend”. Înregistrările datează din jurul anului 1980.